# Тали
Тали (на руски: Талы) е село в Кантемировски район на Воронежка област на Русия, намиращо се на 25 km от Кантемировка, по автомобилния път Богучар – Кантемировка.
Административен център на селището от селски тип Таловское.

## Произход на името
Името си получава от растящата осоло селото върба (на руски – тальник).

## География

### Улици
- ул. Большевик,
- ул. Луговая,
- ул. Октябрьская,
- ул. Победы,
- ул. Российская,
- ул. Степная,
- ул. Страна Советов,
- ул. Центральная,
- ул. Чкалова.

## История
Селота е основано през 1747 г. от острогожки казаци.
През 1821 г. жителите на селото отправят молба да се преселят в Астраханска губерния. След година част от селото (61 семейства) се изселва към новите земи.
По данни от 1995 г., в Тали се намира централното стопанство на колхоза „Победа“. В селото има средно училище за 350 ученика, Дом на културата, детска градина с 50 места, болница с 50 легла, столова, магазини.

## Население
| 2010 |
| ---- |
| 1674 |